# Christmas on the Square
Christmas on the Square (também conhecido como Dolly Parton's Christmas on the Square; bra: Natal com Dolly Parton) é um telefilme musical estadunidense de 2020 dirigido e coreografado por Debbie Allen. É estrelado por Dolly Parton, Christine Baranski, Jenifer Lewis e Treat Williams.  Foi lançado pela Netflix em 22 de novembro de 2020. No 73º Primetime Emmy Awards, Christmas on the Square ganhou o prêmio de Melhor Filme para Televisão.

## Elenco
- Dolly Parton como Angel
- Jenifer Lewis como Margeline
- Josh Segarra como Pastor Christian Hathaway
- Jeanine Mason como Felicity Sorenson
- Mary Lane Haskell como Jenna Hathaway
- Treat Williams como Carl Pellam
- Christine Baranski como Regina Fuller
- Brandon Hudson como Randy